# 心之助
心之助（シンノスケ、1986年10月10日 - ）は、日本のラッパーである。埼玉県東松山市出身。

## 略歴
- 2007年4月、ダンスボーカルラップユニットSQUAREHOOD(スクエアフッド)が結成されMCを担当。
- 2009年8月5日、テレビ東京系列オーディション番組『イツザイ』にて、メジャーデビューとあだち充原作「クロスゲーム」アニメエンディングを賭けたバトルに勝利し、1stシングル「オレンジDays」をWarner Music Japanよりリリース。カップリング曲「キミエモーション」はフジテレビ系列「みんなのウマ倶楽部」エンディングテーマ。同日にはお台場にて行われた魁!音楽番付『合衆国』スペシャルライブに参加。
- 2010年2月3日、日本テレビ系「音楽戦士 MUSIC FIGHTER」POWERPLAY、読売テレビ系「ガチカメ7」エンディング、全国30局ネット「Music B.B.」2月度オープニング、毎日放送「アニメシャワー」オープニングテーマ、テレビ愛知「a-ha-N」エンディング等のタイアップを獲得した2ndシングル「君だけを見つけるために…」そしてカップリングにはTBS系列新春ヒューマンドラマ特別企画「筆談ホステス」エンディングのタイアップ曲「Departures」をリリース。
- 2010年2月13日、お台場ヴィーナスフォート 2F教会広場にて2ndシングルリリース記念LIVEが行われた。
- 2010年5月19日、TBS系列「ツボ娘」、テレビ大阪「NIGHT CRUISING」5月度エンディング等をタイアップに3rdシングル「片想い」をリリース。
- 2010年7月7日、SQUAREHOOD 1stアルバム「Mr.SQUAREHOOD」をワーナーミュージック・ジャパンよりリリース。
- 2010年7月13日J-WAVE「GROOVE LINE Z」にてレポーターとして参加。
- 2010年7月17日、お台場合衆国にて行われた魁!音楽番付「合衆国」に杮落としとして抜擢されライブ。このライブのダイジェストが『魁!音楽番付Eight』（2010年7月21日放送）にてオンエアされている。
- 2011年8月6日、渋谷ASIAにてSQUAREHOOD初のワンマンライブ開催され500人を動員。心之助のコーナーでは4MC HIPHOPグループWAYZとしてのLIVEが初披露された。
- 2012年2月、松咲リエとのコラボ楽曲「Again feat.心之助～砂時計を戻して～」をリリースしレコチョククラブうた、レコチョククラブフル相応に1位を獲得。
- 2012年3月、WAYZとしてサンクチュアリ出版にてトークショーを開催。
- 2013年8月17日、渋谷DESEOにて行われたLIVEを最後にSQUAREHOOD活動休止。
- 2013年10月、SONY Walkman CM「LOVE MUSIC」篇に出演。
- 2014年1月、渋谷Duo music exchangeにてWAYZとして初のワンマンライブを開催し700人の動員数を記録。
- 2014年1月29日、松咲リエとのコラボ楽曲第二弾「Never Again feat.心之助～動きを止めた砂時計～」をリリース。Youtubeにて公開された砂時計シリーズの動画再生数は100万回を超え、MixChannelなどのアプリでも中高生の間から絶大な支持を得て話題となった。
- 2014年7月、WAYZ 1stミニアルバム「PASSPORT」をデジタルリリースしiTunes HIPHOPチャートにて1位獲得。
- 2014年11月、WAYZ 2ndミニアルバム「GATE」をデジタルリリースしiTunes HIPHOPチャートにて1位獲得。
- 2015年7月16日、心之助1stシングル「最後から二番目のLove Song」を配信リリース。
- 2015年9月25日、心之助2ndシングル「アトノマツリ」を配信リリース。
- 2015年11月、WAYZ 3rdミニアルバム「Get Ready」をデジタルリリースしiTunes HIPHOPチャートにて1位獲得。
- 2015年12月22日、心之助3rdシングル「ユキオト」を配信リリース。
- 2016年4月6日、WAYZ初となる盤、1stアルバム「TAKE OFF」を全国リリース。リード曲「Brand New Beginning」「New World」のMV撮影はドイツのベルリンにて決行された。
- 2016年8月22日、ソロ4作品目となるシングル「太陽と空」を配信リリース。
- 2016年8月29日、1st MUSIC VIDEO 「太陽と空」公開。
- 2017年2月11日、5作品目となるシングル「直々斬」を配信リリース。MV撮影には江戸から営む実家の鰻屋をロケ地に行われた。
- 2017年2月16日、2nd MUSIC VIDEO「直々斬」公開。
- 2017年4月28日、「太陽と空」をリードソングに心之助1st EP「太陽と空」をデジタルリリースした。
- 2017年12月24日、6thシングル「Yuki Oto -2017-」を配信リリース。
- 2018年7月18日、自身ソロでは初となるCD、MV6作品の楽曲を含む1st Full Album「HOPE」を全国リリース。同日「HOPE」MUSIC VIDEOが公開。
- 2018年8月19日、「俺と一緒になってくれ」MUSIC VIDEO公開。
- 2018年9月30日、「507」MUSIC VIDEO公開。
- 2018年12月1日、7thシングル「そんな今日は」を配信リリース。
- 2019年1月19日、8thシングル「akashingou」配信リリース。同日「akashingou」MUSIC VIDEO公開。
- 2019年4月25日、2nd EP「色んな所へ行こう」全5曲デジタルリリース。「色んな所へ行こう」MUSIC VIDEO公開。
- 2019年6月20日、9thシングル「一緒に暮らそうよ」を配信リリース。同日「一緒に暮らそうよ」MUSIC VIDEO公開。
- 2019年8月8日、3rd EP「ORANGE」全5曲デジタルリリース。同日「happy end」MUSIC VIDEO公開。
- 2019年10月1日、「そんなもんだ」MUSIC VIDEO公開。
- 2019年12月24日、4th EP「SWEET HOME」全5曲デジタルリリース。同日「MY SWEET HOME」MUSIC VIDEO公開。
- 2019年2月14日、10thシングル「STAY」を配信リリース。
- 2020年3月5日、「Never ending story」MUSIC VIDEO公開。
- 2020年4月20日、11thシングル「Stay Home」を配信リリース。
- 2020年6月15日、12thシングル「My Vision」を配信リリース。
- 2020年6月29日、13thシングル「君に髪飾り」を配信リリース。同日「君に髪飾り」MUSIC VIDEO公開。
- 2020年8月17日、5th EP「da capo」全6曲デジタルリリース。同日「Wakewanai」MUSIC VIDEO公開。
- 2020年11月30日、14thシングル「ふたりのprivate」を配信リリース。
- 2020年12月25日、Wedding Song特集CD「White Songs」をリリース。
- 2021年2月14日、15thシングル「Letter」を配信リリース。
- 2021年3月15日、16thシングル「Blue Spring」を配信リリース。
- 2021年8月30日、6th EP「PURPLE」を配信リリース。同日「pinky ring」MUSIC VIDEO公開。
- 2021年9月7日〜10月4日、カラオケDAM CHANNEL出演。
- 2021年10月、EP「PURPLE」収録曲「雲の上」がiTunes HIPHOPチャートにて1位、Tiktok HOT SONG Weekly Ranking4週連続の1位獲得。
- 2021年12月25日、Xmas企画として自身の人気楽曲「happy end」を17thシングル、2021verとして配信リリース。
- 2021年12月30日、テレビ東京Melodix年末スペシャル2021にて「雲の上」生歌披露。
- 2021年12月31日、高校生が選ぶ2021年最も流行ったと思う楽曲第8位に「雲の上」が入賞。
- 2022年1月10日〜1月16日、「Blue Spring」Tiktok HOT SONG Weekly Ranking1位獲得。
- 2022年1月21日、テレビ東京「月〜金お昼のソングショーひるソン!」にて生歌披露。
- 2022年2月2日、1月10日〜1月30日、「Blue Spring」Tiktok HOT SONG Weekly Ranking3週連続の1位獲得。
- 2022年2月14日、Valentine企画として自身の人気楽曲「My Vision」を18thシングル、Piano Verとして配信リリース
- 2022年2月23日、1月14日〜2月20日、「Blue Spring」Tiktok HOT SONG Weekly Ranking6週連続の1位獲得。
- 2022年4月4日、7th EP「SAIL AWAY」全6曲デジタルリリース。
- 2022年9月20日、19thシングル「ソリマベ」配信リリース。
- 2022年10月10日、8th EP「BABY BLUE」全5曲デジタルリリース。
- 2022年12月23日、20thシングル「今夜すぐ」配信リリース。
- 2023年2月14日、21stシングル「Love Letter」配信リリース。
- 2023年5月8日、9th EP「SCARLET」全6曲デジタルリリース。
- 2023年6月、TuneCoreJapanにて、10年間で最も再生されたインディーズアーティスト部門にノミネート。
- 2023年8月14日、SPED UPアルバム「SPED UP」全16曲デジタルリリース。
- 2023年10月1日、10TH EP「Lapis Lazuli」全5曲デジタルリリース。
- 2023年10月1日、渋谷Spotify O-Westにて、心之助ソロとしては初となるONEMAN LIVE開催、同日に10TH EP「Lapis Lazuli」全5曲がデジタルリリースされた。
- 2023年12月24日、22ndシングル「君からのLINE Xmas ver.(feat.EINSHTEIN))配信リリース。
- 2024年2月14日、自身の愛車、Dodge Challenger Hellcat納車記念、11TH EP「V8」全5曲デジタルリリース。
- 2024年4月5日、TOBEのアーティスト北山宏光「THE BEAST」の楽曲制作にコライト参加、カップリング曲「Violet」を楽曲提供。
- 2024年5月10日、23rdシングル「VINTAGE (feat.SOUTH BLUE)配信リリース。
- 2024年5月29日、miwa ニューアルバム「7TH」に収録の"GIRL CRUSH"、IMP.1st ALBUM「DEPARTURE」収録の"NINNIN JACK、Lady Dangerous、Butterfly、Cipherの楽曲制作にコライト参加。
- 2024年6月10日、全楽曲客演を迎えて制作された12TH EP「Gradation」配信リリース。
- 2024年9月26日、24thシングル「DAY&NIGHT」配信リリース。
- 2024年10月8日、13th EP「MINT」配信リリース。
- 2024年10月23日、悪漢奴等「風林火山韻雷-Bring iIt Back-」作詞提供。
- 2024年11月12日、おとは「恋するマインド」楽曲提供。
- 2024年12月16日、IMP.3rd single「BAM-BOO」の楽曲制作にコライト参加。
- 2024年12月20日、25thシングルDAY&NIGHT REMIX (feat.SOUTH BLUE)配信リリース。

## 人物像
出身校は東松山市立松山中学校、東京農業大学第三高等学校で高校卒業まで野球部に所属。中学時代には関東大会出場、高校へはスポーツ推薦で体育コースに進学。
愛犬家、オレンジ色が好き。
父は衆議院議員の坂本祐之輔。

### 名前の由来
8歳の頃に父の影響でギターに触れ、詩を書く事が趣味という変わった幼少期を経ていつしか自己表現の場所が音楽となった。
その存在に自分が心救われてきたように誰かのそれになりたい。その夢を持った時から本名の漢字を改め、"心の助け"と書いて"心之助"を名乗るようになった。

## 作品

### 1st Full Album(CD)
|     | 発売日        | タイトル | 曲順 |
| --- | ------------- | -------- | --- |
| 1st | 2018年7月18日 | HOPE     | 1. TITDT 2. 太陽と空 3. 最後から二番目のLove Song 4. Come back to here 5. カウント10 6. NO MUSIC NO LIFE 7. City light 8. 507 9. ヤングでいようこのまま 10. SKIT 11. 直々斬-zikizikizan- 12. 兄弟分 13. 俺と一緒になってくれ 14. save the flavor Part3 15. HOPE 16. 東松山に帰ろう |

### Wedding Song特集(CD)
|     | 発売日         | タイトル    | 曲順 |
| --- | -------------- | ----------- | --- |
| 1st | 2020年12月25日 | White Songs | 1. White Song 2. 俺と一緒になってくれ 3. happy end 4. 友達と呼ぶのでしょう 5. MY SWEET HOME 6. My Vision 7. Answer 8. STAY HOME 9. kiminonamida 10. STAY |

### 配信シングル
|      | 発売日         | タイトル                                |
| ---- | -------------- | --------------------------------------- |
| 1st  | 2015年7月16日  | 最後から二番目のLove Song               |
| 2nd  | 2015年9月25日  | アトノマツリ                            |
| 3rd  | 2015年12月22日 | ユキオト                                |
| 4th  | 2016年8月22日  | 太陽と空                                |
| 5th  | 2017年2月11日  | 直々斬                                  |
| 6th  | 2017年12月24日 | Yuki Oto-2017-                          |
| 7th  | 2018年12月1日  | そんな今日は                            |
| 8th  | 2019年1月19日  | akashingou                              |
| 9th  | 2019年6月20日  | 一緒に暮らそうよ                        |
| 10th | 2020年2月14日  | STAY                                    |
| 11th | 2019年4月20日  | Stay Home                               |
| 12th | 2020年6月15日  | My Vision                               |
| 13th | 2020年6月29日  | 君に髪飾り                              |
| 14th | 2020年11月30日 | ふたりのprivate                         |
| 15th | 2021年2月14日  | Letter                                  |
| 16th | 2021年3月15日  | Blue Spring                             |
| 17th | 2021年12月25日 | happy end2021                           |
| 18th | 2022年2月14日  | My Vision(Piano Version)                |
| 19th | 2022年9月20日  | ソリマベ                                |
| 20th | 2022年12月23日 | 今夜すぐ                                |
| 21st | 2023年2月14日  | Love Letter                             |
| 22th | 2023年12月23日 | 君からのLINE Xmas ver.(feat. EINSHTEIN) |
| 23th | 2024年5月10日  | VINTAGE (feat.SOUTH BLUE)               |
| 24th | 2024年9月26日  | DAY&NIGHT                               |
| 25th | 2024年12月20日 | DAY&NIGHT REMIX (feat.SOUTH BLUE)       |
| 26th | 2025年2月14日  | TRUE(feat.Bell Angel)                   |
| 27th | 2025年7月7日   | Perseus(feat.松咲リエ)                  |

### 配信EP、ミニアルバム
|      | 発売日         | タイトル         | 収録曲 |
| ---- | -------------- | ---------------- | --- |
| 1st  | 2017年4月28日  | 太陽と空         | 1. GUNZ UP SKILL 2. 直々斬-zikizikizan- 3. それでいいんだ 4. 太陽と空 5. 世界が広いと感じたトキ 6. HOPE 7. 最後から二番目の恋歌2017                      |
| 2nd  | 2019年4月25日  | 色んな所へ行こう | 1. 色んな所へ行こう 2. そんなもんだ 3. Akashingou 4. 友達と呼ぶのでしょう 5. Better then...                                                              |
| 3rd  | 2019年8月8日   | ORANGE           | 1. TOBIRA 2. Liar 3. 一緒に暮らそうよ 4. スポットライト 5. happy end                                                                                     |
| 4th  | 2019年12月24日 | SWEET HOME       | 1. Special 2. never ending story 3. Kiss the sky 4. MY SWEET HOME 5. kimino namida                                                                       |
| 5th  | 2020年8月17日  | da capo          | 1. ゼロ 2. Waiting 3. Wakewanai 4. 君に髪飾り(Blue Filter) 5. 重い槍 6. 君に髪飾り                                                                       |
| 6th  | 2021年8月30日  | PURPLE           | 1. 雲の上 2. Forever young song 3. XXな関係 4. 17の夜 5. pinky ring                                                                                      |
| 7th  | 2022年4月4日   | SAIL AWAY        | 1. SAIL AWAY 2. エスパー 3. bye bye bye 4. ミルク&ハニー 5. 365日 6. 最後から二番目のLove Song                                                           |
| 8th  | 2022年10月10日 | BABY BLUE        | 1. ソリマベ 2. 愛なのか情なのか 3. オンリー・ラブ 4. セッターとマルボロ 5. 世界中のラブソングをかき集めて                                                |
| 9th  | 2023年5月8日   | SCARLET          | 1. 存在証明の歌 2. サヨナラロンリネス 3. Love Letter 4. 漂う夜に 5. 駄目な俺 6. 泣きな晴れ                                                               |
| 10th | 2023年10月1日  | Lapis Lazuli     | 1. FOREVER YOUNG feat.BBY NABE 2. 気にすんな 3. 君からのLINE feat.EINSHTEIN 4. HEY GIRL 5. 37.1                                                          |
| 11th | 2024年2月14日  | V8               | 1. SRT 2. 果ての無いField 3. ガソスタ 4. RUN UP (feat. ES-PLANT) 5. ガソスタ-Emo Filter- 6. ガソスタ (SPED UP) 7. ガソスタ-Emo Filter- (SPED UP)         |
| 12th | 2024年6月10日  | Gradation        | 1. Sad inside (feat.松咲リエ) 2. Triple Seven (feat.Ace the Chosen onE) 3. VINTAGE (feat.SOUTH BLUE) 4. 薔薇 (feat.Ryo-w2) 5. Conglatulation (feat.菜々) |
| 13th | 2024年10月8日  | MINT             | 1. Gasosuta!! 2. DAY&NIGHT 3. HATE YOU (feat.おとは) 4. 綺麗 5. DAY&NIGHT REMIX (feat.EINSHTEIN)                                                         |
| 14th | 2025年5月3日   | apricot          | 1. Happy like a CHEKI (feat.AKASHI) 2. アーカイブ 3. 080〜SOS〜 4. My own way 5. TRUE (feat.Bell Angel)                                                  |

### 楽曲、作詞提供
| 発売日         | アーティスト             | タイトル                                       |
| -------------- | ------------------------ | ---------------------------------------------- |
| 2020年2月12日  | 悪漢奴等                 | BAD BOYZ-悪漢奴等 Underground-                 |
| 2020年5月8日   | 漢奴奴等                 | OUTSIDERZ-漢奴奴等is Justice                   |
| 2020年9月2日   | 悪漢奴等                 | CALL FOR FAMILIEZ-悪漢奴等is Forever-          |
| 2020年11月25日 | 悪漢奴等                 | REBELLION -悪漢奴等is still burning-           |
| 2020年11月25日 | 悪漢奴等feat.倖田來未    | EMPEROR -WE ON FIRE-                           |
| 2021年2月24日  | 悪漢奴等                 | ROWDIEZ -悪漢奴等Wanted Vibes                  |
| 2021年3月31日  | 悪漢奴等                 | A.K.Y.R -悪漢奴等Go over da TRAP-              |
| 2021年3月31日  | Paradox Live All ARTISTS | Rap Guerrilla                                  |
| 2021年7月21日  | 悪漢奴等                 | ROWDIES-悪漢奴等Wanted Vibes-                  |
| 2021年9月29日  | CLUB CANDY               | ギラギラCANDY NIGHT                            |
| 2021年10月27日 | Beauty&Beast             | Why do you like me??                           |
| 2021年11月10日 | 超特急                   | You Don't Care                                 |
| 2022年8月31日  | 悪漢奴等                 | 大火傷-License To Kill                         |
| 2023年6月28日  | 悪漢奴等                 | 喝采 -Leave It To Me-                          |
| 2024年3月27日  | 悪漢奴等                 | 悪漢太鼓 -This Is How We Roll-                 |
| 2024年4月5日   | 北山宏光                 | THE BEAST                                      |
| 2024年4月5日   | 北山宏光                 | Violet                                         |
| 2024年5月29日  | miwa                     | GIRL CRUSH                                     |
| 2024年5月29日  | IMP.                     | NINNIN JACK /Lady Dangerous /Butterfly /T.T.M. |
| 2024年10月23日 | 悪漢奴等                 | 風林火山韻雷-Bring iIt Back-                   |
| 2024年11月12日 | おとは                   | 恋するマインド                                 |
| 2024年12月16日 | IMP.                     | BAM-BOO                                        |
| 2025年8月1日   | ISSEI                    | サイレントミッドナイト                         |

### 参加作品
| 発売日        | アーティスト         | タイトル                                        |
| ------------- | -------------------- | ----------------------------------------------- |
| 2012年2月5日  | 松咲リエ             | Again feat. 心之助 ～砂時計を戻して～           |
| 2014年1月29日 | 松咲リエ             | Never Again feat. 心之助 ～動きを止めた砂時計～ |
| 2017年5月23日 | GANMA, Dear & 心之助 | わんライフ                                      |
| 2018年9月3日  | MoNa a.k.a. Sad Girl | Mundo Paralelo feat. 心之助                     |

## メディア出演
- Mライブ（2009年7月29日、TBS）
- イツザイ（2009年8月5日、テレビ東京）
- アニソンぷらす（2010年1月1日、テレビ東京）
- MUSICzzZfriday's edition（2010年2月5日、千葉テレビ）
- 音楽戦士 MUSIC FIGHTER（2010年2月5日、日本テレビ）
- MUSI☆MANIA（2010年2月7日、テレビ埼玉）
- ドォーモ（2010年3月15日、九州朝日放送）
- 日曜劇場 新参者 第4話（2010年5月9日、TBS）
- ハッピーミュージック（2010年5月21日、日本テレビ）
- 歌の楽園（2010年5月23日 - 、テレビ東京）約半年間に渡り準レギュラー出演
- 世界の果てまでイッテQ!（2013年6月、日本テレビ）※WAYZとして
- カラオケDAM CHANNEL（2021年9月7日〜10月4日）
- Melodix!（2021年12月30日、テレビ東京）
- 月〜金お昼のソングショーひるソン!（2022年1月21日、テレビ東京）

### ミュージックビデオ
- 心之助Channel